# Hachinohe
Hachinohe (japanisch 八戸市, -shi) ist eine Hafenstadt in der Präfektur Aomori im Nordosten von Honshū, der Hauptinsel Japans.
Die Stadt zählt 220.612 Einwohner. Neben der Fischerei spielt Textilindustrie und Holzverarbeitung eine wirtschaftliche Rolle.

## Geographie

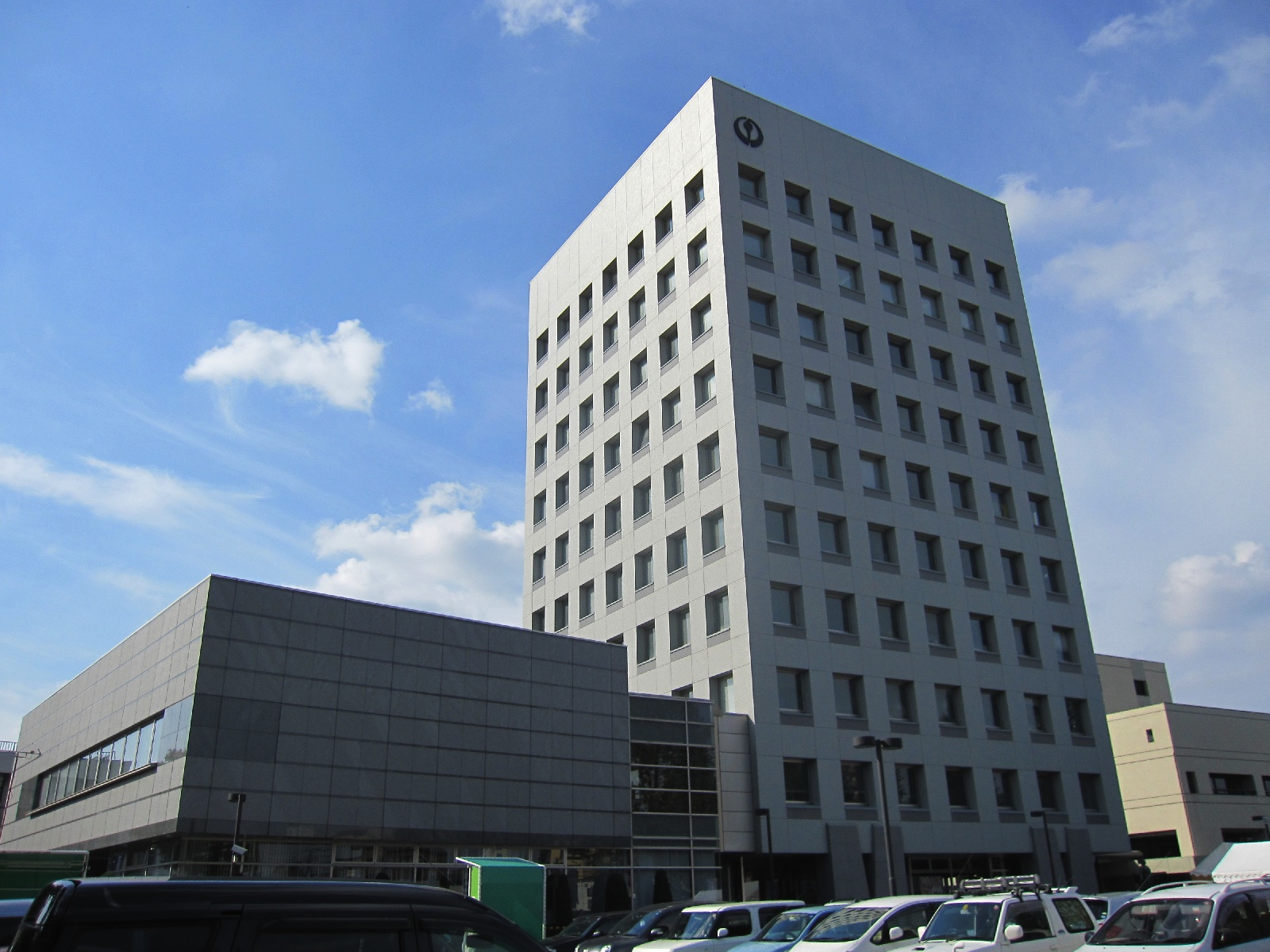
Rathaus

Hachinohe liegt südöstlich von Aomori und nördlich von Morioka am Pazifischen Ozean.

## Geschichte
Hachinohe entwickelte sich in der Edo-Zeit als Burgstadt des Nambu-Klan. Heute ist die Stadt bekannt für die Produktion von Chemikalien, Papier und Stahl. Fischverarbeitung (Makrelen und Tintenfisch) ist ein weiterer Erwerbszweig. Der Ort erhielt am 1. Mai 1929 Stadtrecht.

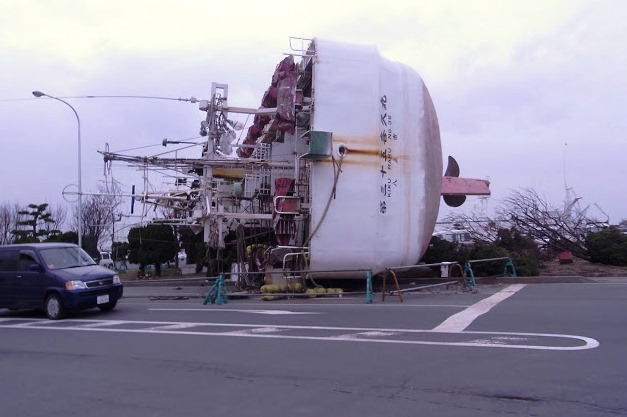
Das vom Tsunami an Land geworfene Fischereifahrzeug Kiku Maru No. 38 in Hachinohe (Foto: 11. April 2011)

Am 11. März 2011 war Hachinohe vom größten bisher in Japan registrierten Erdbeben, dem Tōhoku-Erdbeben und nachfolgendem Tsunami betroffen. Im Hafen Hachinohe entstand beträchtlicher Schaden, große und kleine Fischerboote wurden umgeworfen und fortgeschwemmt, die Straßen im Hafenviertel wurden überschwemmt. Der Hafen wurde vom ausgeflossenen Öl schwarz gefärbt, das Stadtbild veränderte sich. Die Evakuierung dauerte bis in den nächsten Tag. 254 Wohngebäude wurden völlig und 624 weitere teilweise zerstört. 100 Autos fortgeschwemmt. Ein Todesopfer wurde gemeldet, eine weitere Person blieb vermisst.

## Verkehr
- Zug
  - JR Tōhoku-Shinkansen: Bahnhof Hachinohe
- Straße:
  - Hachinohe-Autobahn
  - Nationalstraße 45, 104, 340, 454

## Städtepartnerschaften
- Federal Way, seit August 1993[5]
- Lanzhou in China seit April 1998[6]

## Söhne und Töchter der Stadt
- Hani Motoko (1873–1957), frühe Journalistin
- Yūto Hara (* 1986), Eishockeyspieler
- Michio Hashimoto (* 1977), Eishockeyspieler
- Chiharu Ichō (* 1981), Ringerin
- Kaori Ichō (* 1984), Ringerin
- Sōma Ishigamori (* 2001), Fußballspieler
- Takayuki Miura (* 1967), Eishockeyspieler
- Tetsuo Miura (1931–2010), Schriftsteller
- Hitomi Obara (1981–2025), Ringerin
- Tadamori Ōshima (* 1946), Politiker
- Yūto Sashinami (* 1993), Fußballspieler
- Kosuke Takebe (* 2000), Fußballspieler
- Masami Tanabu (1934–2025), Eishockeyspieler, -trainer und Politiker
- Ren Tazawa (* 2000), Langstreckenläufer
- Kihei Tomioka (1932–2007), Radrennfahrer
- Minami Uwano (* 1991), Radsportlerin